# Alice Algisi
Alice Algisi (Bergamo, 10 maart 1993) is een Italiaans wielrenster die anno 2015 rijdt voor Alé Cipollini.

## Carrière
Algisi werd op haar achttiende prof bij het Italiaanse team BePink. In de drie seizoenen dat ze voor deze ploeg uitkwam reed ze onder andere tweemaal de Giro Donne en tweemaal de wereldbekerwedstrijd Ronde van Drenthe.
In 2015 vertrok ze naar de ploeg Alé Cipollini. Haar debuut maakte ze eind februari, in de Omloop Het Nieuwsblad.
Algisi · Bartelloni · Berlato · Cauz · Confalonieri · Cucinotta · Faure · Fernandes · Fidanza · Frapporti · Jasińska · Muccioli · Olds · Oliveira · Rossato · Tagliaferro